# Hedwigiales
Die Hedwigiales sind eine Ordnung der Laubmoose. Sie ist benannt nach dem deutschen Arzt und Botaniker Johannes Hedwig (1730–1799), dem Begründer der modernen Bryologie.

## Merkmale
Es sind mittelgroße bis große, akrokarpe oder seltener kladokarpe Moose mit unregelmäßig verzweigten Stämmchen. Ein Zentralstrang im Stämmchenquerschnitt fehlt. Pseudoparaphyllien sind gewöhnlich vorhanden. Den Blättern fehlt meist eine Blattrippe. Die Sporenkapsel kann in die Hüllblätter eingesenkt oder aus diesen emporgehoben sein. Peristom und Annulus (Zellring zur Ablösung des Kapseldeckels) fehlen meist. Die Kalyptra ist kappenförmig, kahl und glatt.

## Systematik
In die Hedwigiales werden drei Familien gestellt
- Bryowijkiaceae mit einer Gattung und zwei Arten, in Asien und Madagaskar
- Hedwigiaceae, vier Gattungen mit 28 Arten
- Rhacocarpaceae, zwei Gattungen mit neun Arten